# Brettnach

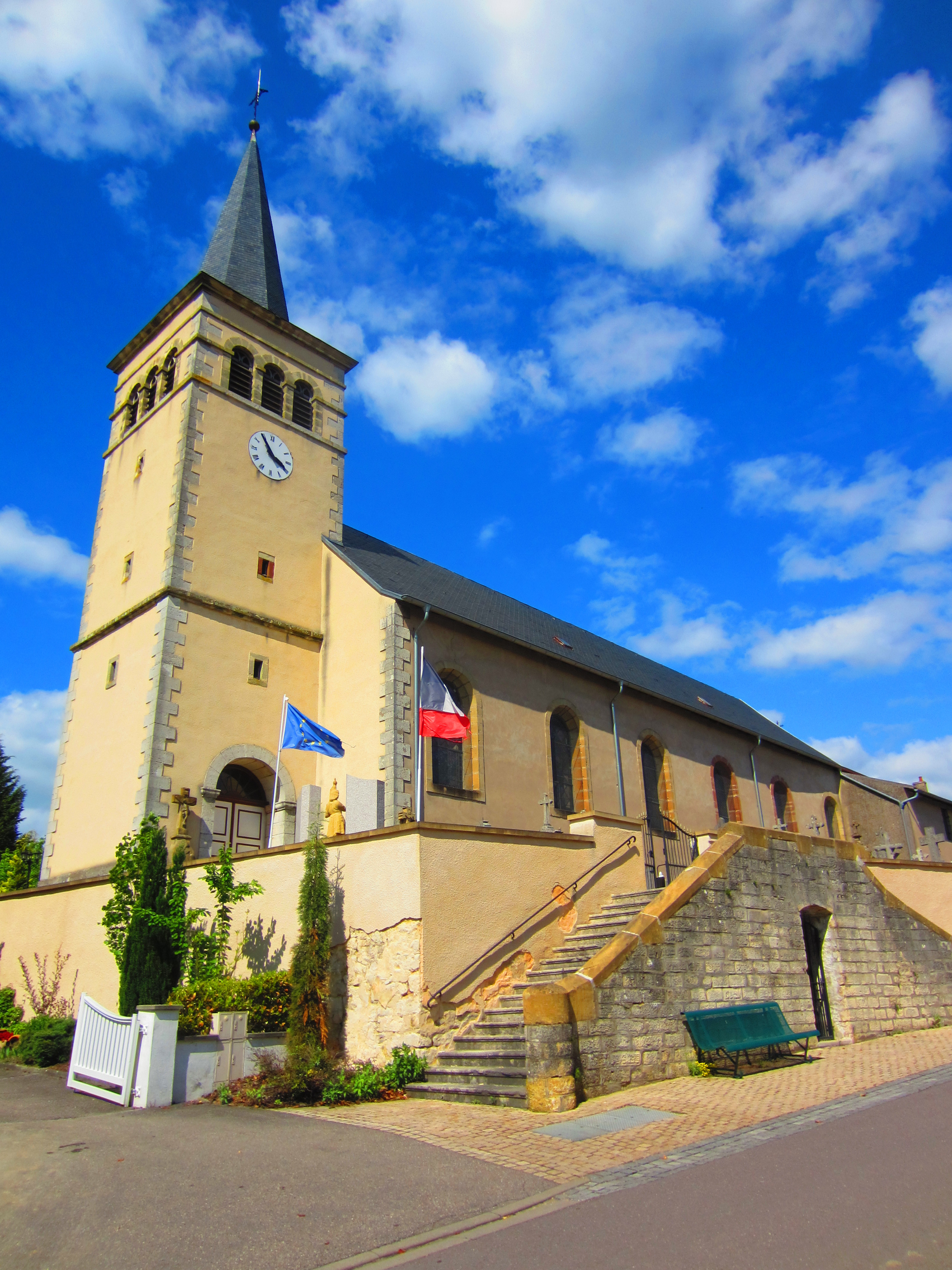
Kirche St. Pankratius

Brettnach ist eine französische Gemeinde mit 430 Einwohnern (Stand 1. Januar 2022) im Département Moselle in der Region Grand Est (bis 2015 Lothringen).

## Geographie
Die Gemeinde liegt in Lothringen, 36 Kilometer nordöstlich von Metz, zehn Kilometer nordöstlich von Boulay-Moselle (Bolchen) und vier Kilometer südöstlich von Bouzonville (Busendorf) am Alzingbach und acht Kilometer von der deutsch-französischen Grenze entfernt.
Umgeben wird Brettnach von den Nachbargemeinden Alzing (Alzingen) im Nordwesten und Norden, Oberdorff (Oberdorf) im Nordosten, Tromborn (Tromborren) im Osten, Téterchen (Teterchen) im Süden, Velving (Welwingen) im Südwesten sowie Valmunster (Valmünster) im Westen.

## Geschichte
Das Dorf gehörte früher zum Herzogtum Lothringen. In der Nähe führte einst eine Römerstraße vorbei. Der Ort wurde erstmals 971 als Bretenaco erwähnt. Weitere Ortsbezeichnungen sind Britenacha (1179), Brithenac (1184), Bretnache (1715) und Brettenach (1801). Die Herrschaft über Brettnach war im Mittelalter zwischen der Abtei Saint Croix de Bouzonville und des Priorats in Rozérieulles geteilt.
Durch den Frankfurter Frieden vom 10. Mai 1871 kam die Region an das deutsche Reichsland Elsaß-Lothringen, und das Dorf wurde dem Kreis Bolchen im Bezirk Lothringen zugeordnet. Die Dorfbewohner betrieben Getreidebau und Viehzucht.
Nach dem Ersten Weltkrieg musste die Region aufgrund der Bestimmungen des Versailler Vertrags 1919 an Frankreich abgetreten werden. Im Zweiten Weltkrieg war die Region von der deutschen Wehrmacht besetzt.

### Bevölkerungsentwicklung
| Jahr      | 1962 | 1968 | 1975 | 1982 | 1990 | 1999 | 2006 | 2019 |
| Einwohner | 354  | 396  | 353  | 363  | 379  | 362  | 372  | 430  |

## Sehenswürdigkeiten
- Kirche St. Pankratius von 1799 (Orgel als Monument historique geschützt)